# Bitwa w Zatoce Ryskiej
Bitwa w Zatoce Ryskiej – operacja morska w trakcie I wojny światowej przeprowadzona przez flotę niemiecką przeciwko rosyjskiej flocie bałtyckiej w Zatoce Ryskiej na Bałtyku.
Celem operacji było zniszczenie rosyjskich sił morskich operujących w zatoce i ułatwienia niemieckiej armii zdobycia Rygi w trakcie ofensywy na froncie wschodnim.
Niemieckiej flocie nie udało się wykonać zadania i była zmuszona do powrotu do baz. Ryga pozostała w rosyjskich rękach aż do 1 września 1917 roku.